# Бархас
Бархас (ісп. Barjas) — муніципалітет в Іспанії, у складі автономної спільноти Кастилія-і-Леон, у провінції Леон. Населення — 261 особа (2010).
Муніципалітет розташований на відстані близько 370 км на північний захід від Мадрида, 120 км на захід від Леона.
На території муніципалітету розташовані такі населені пункти: (дані про населення за 2010 рік)
- Бархас: 49 осіб
- Барросас: 1 особа
- Бусмайор: 48 осіб
- Кампо-де-Льєбре: 13 осіб
- Корпоралес: 5 осіб
- Мостейрос: 12 осіб
- Кінтела: 1 особа
- Вегас-до-Сео: 10 осіб
- Альбаредос: 6 осіб
- Крусес: 3 особи
- Корралес: 7 осіб
- Пеньякайра: 4 особи
- Гіміль: 16 осіб
- Сервіс: 9 осіб
- Ерміде: 12 осіб
- Мольдес: 65 осіб

## Демографія
Динаміка населення (INE ):